# Monika Van Lierde
Monika Van Lierde (Ukkel, 1969) is een Vlaamse actrice.

## Biografie
Haar bekendste rol was van 1995 tot 1998, en van 2001 tot 2005, en van 2006 tot 2020 die van dokter Ann De Decker in de televisieserie Thuis. Die rol speelde ze van bij het begin op 23 december 1995 tot 22 oktober 2020. Met tussendoor enkele korte zwangerschapspauzes. 
Ze speelde ook gastrollen in Max (vriendin Sofie), De Kotmadam (Willemeyn), Sedes & Belli (Anna) en Witse (Lydia Somers), Buiten de Zone (verkoopster).
In het theater was ze actief bij meerdere producties van de KNS in Antwerpen en het Fakkeltheater. Daarnaast speelde ze ook jeugdproducties bij het Koninklijk Jeugdtheater en HETPALEIS.

## Privé
Ze is de zus van de overleden collega-acteur Wouter Van Lierde. Monika is moeder van 3 dochters. 